# Carmen Munroe
Dame Carmen Munroe, all'anagrafe Carmen Esme Steele (New Amsterdam, 12 novembre 1932) è un'attrice britannica, attiva prevalentemente in campo teatrale e televisivo.

## Biografia
Nata nella Guyana britannica nel 1932, si trasferì nel Regno Unito con la madre e la sorella nel 1951 e nel 1956 iniziò a studiare recitazione a Londra e recitare con il West Indian Students' Drama Group. Esordì sulle scene del West End londinese nel 1962 nel dramma Period of Adjustement di Tennessee Williams in cartellone al Wyndham's Theatre e da allora ha recitato regolarmente a Londra, apparendo in opere teatrali di drammaturghi afroamericani come James Baldwin, August Wilson, Lynn Nottage e Lorraine Hansberry, ma anche in classici di Jean Genet (I negri, 1970), George Bernard Shaw (L'imperatore d'America, 1970), Lord Byron (Caino, 1995), Federico García Lorca (La casa di Bernarda Alba, 1995) e Friedrich Schiller (Maria Stuarda, 2016).
Nel 1985 fu una dei quattro fondatori (insieme a Mona Hammond, Inigo Espegel e Yvonne Brewster) della Talawa Theatre Company, la maggiore compagnia teatrale britannica composta da attori di colore; in questa veste diresse la prima britannica di Remembrance di Derek Walcott nel 1987. Nel 2004 ottenne grandi plausi dalla critica per la sua interpretazione come protagonista in Madre Coraggio e i suoi figli a Nottingham.
Molto attiva anche in campo televisivo dall'esordio nel 1959, è nota soprattutto per il suo ruolo di Shirley Ambrose nella sitcom Desmond's, andata in onda su Channel 4 dal 1989 al 1994, ma anche per il ruolo dell'infermiera Frances Washington in General Hospital e di Faria Neguib in Doctor Who.
Nel 2023 Carlo III del Regno Unito ha commissionato un suo ritratto, realizzato da Sonia Boyce, per la Royal Collection e nel 2024 è stata proclamata Dama di Commenda dell'Ordine dell'Impero Britannico per i suoi servizi alla recitazione.

## Filmografia parziale

### Televisione
- Doctor Who - serie TV, 4 episodi (1964-1968)
- Attenti a quei due (The Persuaders!) - serie TV, episodio 1x4 (1971)
- General Hospital - serie TV, 18 episodi (1974-1978)
- Mixed Blessings - serie TV, 16 episodi (1978-1980)
- Desmond's - serie TV, 71 episodi (1989-1994)
- Holby City - serie TV, episodio 22x1 (2020)

## Doppiatrici italiane
- Serena Verdirosi in Attenti a quei due